# Orthrus palawanensis
Orthrus palawanensis là một loài nhện trong họ Salticidae.
Loài này thuộc chi Orthrus. Orthrus palawanensis được Fred R. Wanless miêu tả năm 1980.